# 光郵便局
光郵便局（ひかりゆうびんきょく）は、山口県光市にある郵便局。民営化前の分類では集配普通郵便局であった。

## 概要
住所：〒743-8799 山口県光市中央4-1-1

### 出張所（局外ATM）
民営化前は以下の場所に出張所としてATMを設置していた。現在も同じ場所にATMがあるが、管理はゆうちょ銀行広島支店となっている。
- ジャスコ光店内出張所

## 沿革
- 1909年（明治42年）3月26日 - 開設。
- 1998年（平成10年）9月1日 - 外国通貨の両替および旅行小切手の売買に関する業務取扱を開始[1]。
- 2007年（平成19年）10月1日 - 民営化に伴い、併設された郵便事業光支店に一部業務を移管。
- 2012年（平成24年）10月1日 - 日本郵便株式会社発足に伴い、郵便事業光支店を光郵便局に統合。
- 2018年（平成30年）3月12日 - 岩田郵便局から集配業務を移管。

## 取扱内容
- 郵便、印紙、ゆうパック、内容証明
- 貯金、為替、振替、振込、国際送金、外貨両替・トラベラーズチェック、国債、投資信託
- 生命保険、バイク自賠責保険、自動車保険
- ゆうちょ銀行ATM
- 光市内（〒743-00xx、743-85xx、743-86xx、743-87xx、743-01xx）の集配業務
- ゆうゆう窓口

## 周辺
- 光市役所
- 聖光高等学校
- 武田薬品工業光工場
- 新日鐵住金光鋼管工場

## アクセス
- 中国JRバス・防長バス 光郵便局前停留所下車
- 山陽自動車道 熊毛ICから南へ約11km
- 国道188号沿い
- 駐車場あり：23台